# Artralgia
La artralgia (del griego αρθρω- arthro-, articulación + -αλγος -algos, dolor) significa literalmente dolor de articulaciones; es un síntoma de lesión, infección y enfermedades principalmente reumáticas
(particularmente artritis y artrosis) o reacción alérgica a medicamentos.
Según el MeSH, el término "artralgia" debería usarse únicamente si la afección se debe a un proceso no inflamatorio, y el término "artritis" se usará cuando se trate de un proceso inflamatorio.

## Véas también
- Dolor de rodilla